# Porubská brána
Porubská nebo též Palačovská brána je mělké sedlo/brána v Podbeskydské pahorkatině mezi Vysokou, Porubou, Palačovem a Starojickou Lhotou, v němž se nachází nejnižší přirozený bod na orografické rozvodnici mezi povodím Odry (Baltské moře) a Dunaje (Černé moře), ve výšce 301 m n. m., což je o 10 metrů níže než přirozené sedlo v Moravské bráně.
V Porubské bráně se přesto historicky nevyvinula žádná důležitá dopravní komunikace (ty sledují přímý směr Moravskou branou, případně údolí Bečvy), měla by tudy však vést Palačovská spojka a potenciálně je tudy projektován i průplav Odra–Dunaj.